# Шпрајтбах
Шпрајтбах (њем. Spraitbach) општина је у њемачкој савезној држави Баден-Виртемберг. Једно је од 42 општинска средишта округа Осталб. Према процјени из 2010. у општини је живјело 3.430 становника. Посједује регионалну шифру (AGS) 8136066.

## Географски и демографски подаци
Шпрајтбах се налази у савезној држави Баден-Виртемберг у округу Осталб. Општина се налази на надморској висини од 539 метара. Површина општине износи 12,4 km². У самом мјесту је, према процјени из 2010. године, живјело 3.430 становника. Просјечна густина становништва износи 277 становника/km².